# Lipinki (województwo warmińsko-mazurskie)
Lipinki – wieś w Polsce położona w województwie warmińsko-mazurskim, w powiecie nowomiejskim, w gminie Biskupiec, przy granicy z kujawsko-pomorskim, na trasie kolejowej Toruń – Olsztyn.
W latach 1954–1961 wieś należała i była siedzibą władz gromady Lipinki, po jej zniesieniu w gromadzie Łąkorz. W latach 1975–1998 miejscowość położona była w województwie toruńskim.

## Lipinki dziś
Lipinki sąsiadują z kilkoma miejscowościami takimi jak: Łąkorz, Sędzice, Biskupiec, Mierzyn, Bielice. Większość mieszkańców pracuje poza rolnictwem. Lipinki są miejscowością aktywną w swojej gminie. We wsi istnieją: szkoła podstawowa, biblioteka publiczna, Koło Gospodyń Wiejskich, Ochotnicza Straż Pożarna – powstała w 1920 r., kościół.

## Historia
Lipinki powstały w okresie podbojów krzyżackich w I poł. XIV w. Wieś posiadała kilka nazw, w 1339 r. Wykeri villa, następnie Wikry, Weykersdorf, Wykersdorf, Wikiersdorf, Linpinken, Wückersdorf. W 1580 r. wieś nazywała się Lipink, później Lipieńki. Obecna nazwa ukształtowana została dopiero w XVIII w.
Historia Lipinek sięga czasów średniowiecza. W 1339 r. wielki mistrz Dytryk von Altenburg nadał niejakiemu Wykerowi 80 łanów na założenie na prawie chełmińskim miejscowości Wykeri villa, późniejszych Lipinek. W średniowieczu wieś była własnością zakonu krzyżackiego i podlegała komturstwu radzyńskiemu. Podczas wojny polsko-krzyżackiej w 1414 roku wieś doszczętnie została zniszczona, ocalał tylko kościół. W 1466 r. wieś włączono do Korony Polskiej jako część starostwa radzyńskiego.
W okresie międzywojennym miejscowość była siedzibą komisariatu Straży Celnej „Lipinki” oraz stacjonowała tu placówka Straży Celnej „Lipinki”
W czasie I wojny światowej poległo w Lipinkach 45 osób – ich nazwiska umieszczone są na marmurowej płycie w dzwonnicy kościelnej. Podczas II wojny światowej wielu mieszkańców walczyło o wolność Polski na różnych frontach europejskich. Wielu z nich poległo. Niektórzy mieszkańcy zostali wywiezieni na Syberię, część już nigdy nie wróciła, ludzie ci zmarli z zimna, głodu i wyczerpania.
23 stycznia 1945 roku wieś została wyzwolona spod okupacji niemieckiej przez żołnierzy radzieckich. W 1959 r. we wsi zabłysło po raz pierwszy światło.

## Szkoła Podstawowa
Jak podają zapiski kronikarskie w okresie zaborów, kiedy Polski nie było na mapie, w Lipinkach istniały dwa gmachy szkolne. Mieściła się w nich szkoła katolicka. W roku 1908 dobudowano budynek z jedną izbą lekcyjną i 2 mieszkaniami nauczycielskimi. W dobudowanej części zorganizowano szkołę ewangelicką. Po odzyskaniu niepodległości przez Polskę, w latach międzywojennych (1920–1939) istniała we wsi 3-izbowa (klasowa) najpierw z sześcioma później z siedmioma oddziałami szkoła powszechna. Po II wojnie światowej zorganizowano dla dzieci nauczanie w siedmioklasowej szkole podstawowej. Odbywały się w niej także zajęcia dla dorosłych w ramach Uniwersytetu Ludowego. W latach sześćdziesiątych wydłużono naukę do ośmiu lat. W budynkach szkoły podstawowej pobierali również naukę uczniowie Szkoły Przysposobienia Rolniczego. Z tamtych lat pochodzą piękne mapy ścienne obu półkul Ziemi oraz Polski, wykonane przez uczniów pod kierunkiem nauczyciela geografii Wincentego Słupskiego.
Od 1997 roku Szkoła Podstawowa mieści się w nowym obiekcie, z przestronnymi salami lekcyjnymi, stołówką, salą gimnastyczną. 14 maja 2004 r. szkole nadano imię Juliana Tuwima. Wraz z nadaniem imienia społeczność szkolna otrzymała sztandar. Szkoła działa w ramach międzynarodowego programu Socrates-Comenius dzięki czemu uczniowie wraz z nauczycielami odwiedzali partnerskie szkoły w Holandii, Niemczech, Rumunii, by poznawać ich kulturę, wymieniać doświadczenia. Uczniowie mogą rozwijać swoje zainteresowania na zajęciach teatralnych, cyrkowych, plastycznych. Rozwijając swą ciekawość historyczną, wyszperali mnóstwo starych, używanych przez poprzednie pokolenia, przedmiotów, stwarzając w ten sposób szkolne muzeum.
Na placu rośnie lipa drobnolistna "Lipinianka-Julianka" o obwodzie 295 cm uznana za pomnik przyrody.

## Cyrk Heca
W Lipinkach istnieje 40 osobowa Dziecięca Grupa Cyrkowa "Heca" założona w 1996 roku przez Ewę Dembek – nauczycielkę, lokalną animatorkę kultury. Grupa występowała na wielu imprezach krajowych i zagranicznych (Niemcy, Rumunia, Ukraina, Holandia, Portugalia, Litwa, Słowacja, Hiszpania, Grecja, a nawet Zjednoczone Emiraty Arabskie). Cyrk stał się bohaterem wielu reportaży prasowych, radiowych i telewizyjnych („5-10-15”, „Talent za talent”, „Ja tylko pytam”, „Magazyn reporterów”). Przez "Hecę" i powstały w pobliskiej Brodnicy "Bedekuś" przewinęło się blisko 200 podopiecznych. Kilku jego członków debiutowało w filmach przygodowych. Strona Internetowa grupy: www.heca.com.pl

## Kościół parafialny

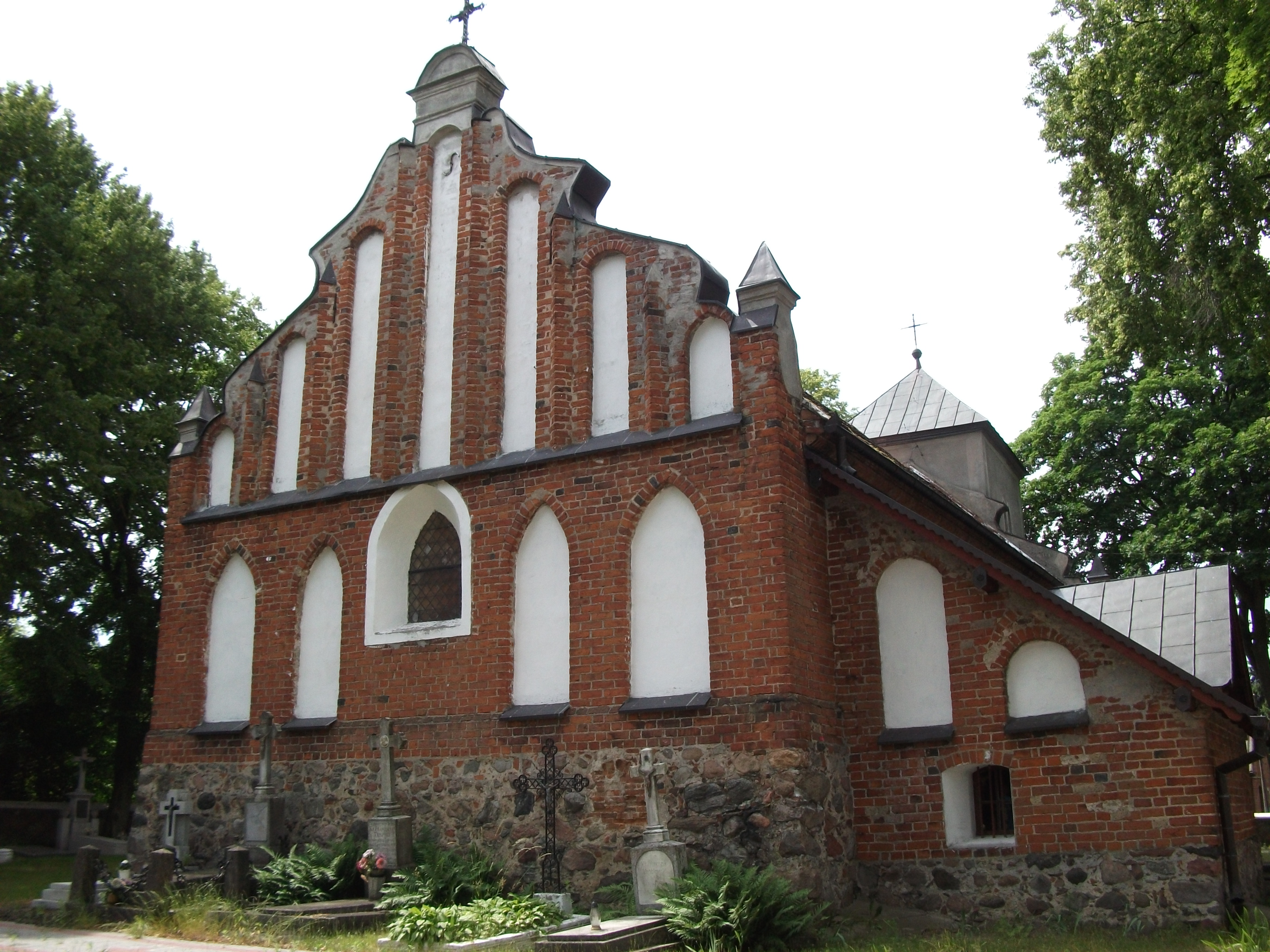
Kościół w Lipinkach

Kościół parafialny pod wezwaniem św. Apostołów Piotra i Pawła. Jego budowa rozpoczęła się w 1339 r. Istniejąca wieża została dobudowana podczas odnawiania kościoła w XVII wieku. Jest to świątynia gotycka, z barokowymi przekształceniami. W dolnej części zbudowana jest z kamienia polnego, w górnej partii ściany z czerwonej cegły. Wnętrze kościoła zawiera zabytkowy późnobarokowy ołtarz główny (XVIII w.), tabernakulum szafkowe, chrzcielnicę, kropielnicę z czarnego marmuru w kształcie muszli oraz dwie granitowe w dzwonnicy. Na uwagę zasługują późnobarokowy krucyfiks oraz figury Matki Boskiej Łąkowskiej, Chrystusa Zmartwychwstałego, św. Jana Nepomucena, feretron z figurką NMP Niepokalanie Poczętej, cynowy świecznik (XVIII w.), promienista monstrancja wykonana w XVII wieku, barokowy kielich, zespół srebrnych wotów, czy też haftowany ornat przetykany złotem z 1741 r., dzwon z 1599 roku.

## Ks. Franciszek Wróblewski
Był członkiem tajnej organizacji filomackiej w Chojnicach i Chełmnie. Prowadził edukację na tematy społeczno-gospodarcze, uczył historii Polski, upowszechniał czytelnictwo polskiej prasy. Zaangażowany był w sprawy społeczne, gospodarcze i narodowe na terenie powiatu kościerskiego. Należał do polskich stowarzyszeń, m.in.: Towarzystwa Naukowego w Toruniu (1928–1939), do „Straży” (1905). Był inicjatorem powołania w Kościerzynie Spółki Parcelacyjnej (1904), która pod jego kierownictwem rozparcelowała kilka majątków, nie dopuszczając do ubytku ziemi na rzecz Niemców. Jako delegat brał udział w zjazdach Prowincjonalnego Komitetu Wyborczego na Prusy Zachodnie. Był delegatem na Polski Sejm Dzielnicowy w Poznaniu (3-5 grudnia 1918). Pracował jako proboszcz w Lipinkach od 30 grudnia 1921. W czasie II wojny światowej uniknął wywiezienia do obozu, został zmuszony do opuszczenia plebanii na rzecz powiernika niemieckiego. Ksiądz zamieszkał w organistówce wraz z organistą i jego rodziną. Zmarł śmiercią naturalną 15 listopada 1944 w wieku 75 lat, został pochowany na przykościelnym cmentarzu w Lipinkach.